# Urophora chimborazonis
Urophora chimborazonis är en tvåvingeart som beskrevs av Steyskal 1979. Urophora chimborazonis ingår i släktet Urophora och familjen borrflugor.
Artens utbredningsområde är Ecuador. Inga underarter finns listade i Catalogue of Life.